# Kynäsjoki
Kynäsjoki är ett vattendrag i Finland.   Det ligger i kommunerna Påmark och Björneborg i landskapet Satakunta, i den sydvästra delen av landet, 220 km nordväst om huvudstaden Helsingfors. Ån rinner från sjön Kynäsjärvi till sjön Inhottujärvi först i Påmark sedan längs gränsen mellan Björneborg och Påmark. Den tillhör Karvia ås (fi. Karvianjoki) avrinningsområde.